# Дикая планета
«Дикая планета» (фр. «La Planete Sauvage», чеш. «Divoká planeta») — полнометражный анимационный фильм французского режиссёра Рене Лалу. Экранизация романа писателя-фантаста Стефана Вуля «Серийный выпуск омов» (Oms en série, 1957). Совместное производство Франции и Чехословакии. Съёмки проходили на Пражской студии короткометражных фильмов.

## Сюжет
Планетой Игам правит высокоразвитая цивилизация Драгов. Во время одной из экспедиций с потерпевшей катаклизм планеты Терра привозят крохотных животных. Одомашненные питомцы часто сбегают, в диких условиях быстро размножаются и приносят много хлопот. Постепенно на Игаме разворачивается борьба угнетённых омов (от фр. hommes) — потомков землян против своих хозяев-гигантов за тёплое место под тусклым солнцем, за жизнь и свободу. В итоге драги решают полностью уничтожить омов…

## Стиль
Стиль этого мультфильма определяется прежде всего чрезвычайно изобретательным и ярким визуальным рядом, созданным французским художником-иллюстратором Роланом Топором.
На экране необычайно подробно представлен загадочный мир, временами перекликающийся с живописью сюрреалистов (например, Сальвадора Дали).

## Значение фильма для истории кино
Фильм является одним из первых образцов европейской анимации для взрослой аудитории и в то же время первым полнометражным мультфильмом, снятым французским режиссёром. Он открыто полемизирует с традицией Уолта Диснея, в том числе и по технике анимации — в противовес рисованной диснеевской мультипликации «Дикая планета» сделана в «перекладочной» технике (вырезанные из бумаги и заменяемые в ходе съёмки элементы фигур), более скованной в пластике движения, но значительно более богатой в детальности и цвете.

## Награды
- Специальный приз жюри на XXVI международном кинофестивале в Каннах (1973).
- Золотая пальмовая ветвь

## Отзывы и рецензии
Фильм получил большое количество положительных отзывов и был признан одним из величайших анимационных шедевров по версии Rolling Stone. На сайте-агрегаторе мнений Rotten Tomatoes рейтинг картины составляет 88 %. Консенсус критиков сайта таков: «„Дикая планета“ — это анимационный эпос, сюрреалистичный, прекрасный, фантастичный и грациозный одновременно».
Обозреватель из The New York Times отметил, что мультфильм предлагает «оригинальную, вдумчивую, сильную (но со вкусом) анимацию». Журналист TV Guide назвал картину «жуткой, сюрреалистической и долгожданной передышкой от анимации в стиле Диснея». По мнению издания Wired, «Дикая планета» — бесподобный пример амбициозной анимации конца 60-х и начала 70-х. С представителями иностранной прессы согласен журналист русского издания «Мир фантастики», отметивший впечатляющий гротеск и визуальный ряд картины, которую он назвал «пронзительно серьёзным зрелищем».
Многие критики высказывались на тему манифеста «Дикой планеты» против расизма и нетерпимости. Так, критик Turner Classic Movies считает, что мультфильм является аллегорическим изображением борьбы с угнетением определённой расы в Америке, Алжире и Южной Африке, а также Холокоста.